# Cukar i sol
Cukar i sol je debitantski studijski album dalmatinskog pop sastava Dalmatino. Album je 2001. godine objavila diskografska kuća Dancing Bear.
Album je prodan u više od 20.000 primjeraka.

## Popis pjesama
1. Cukar i sol
2. Ditelina s čet'ri lista
3. Lozje
4. Cvit od kamena
5. Grdelin
6. Zvizda Danica
7. Božić bijeli
8. Noćas
9. Vrata pakla
10. Prosjak i sin